# Shekhar Mehta

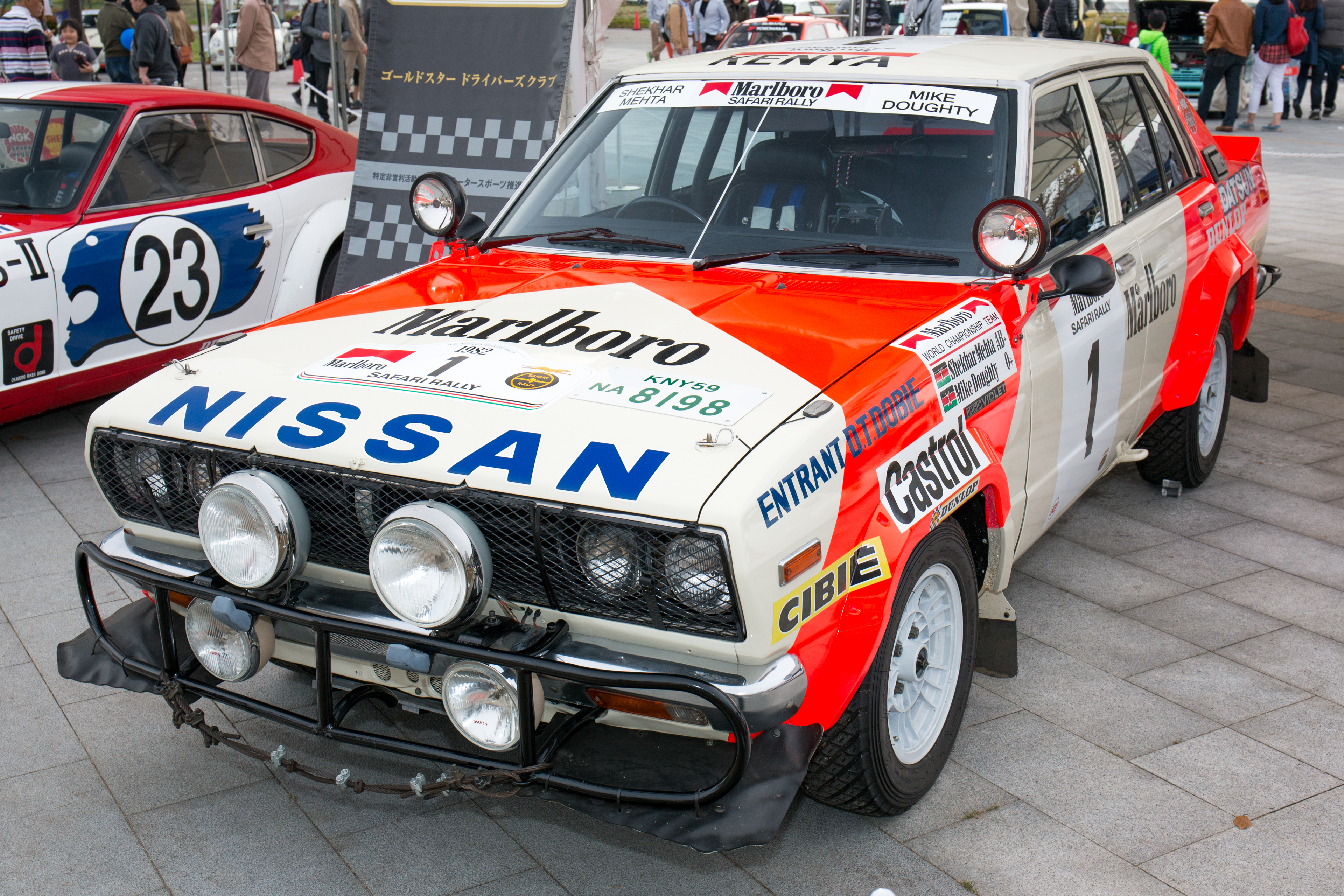
Der Nissan Violet, mit dem Mehta die Safari-Rallye 1982 gewann

Chandrashekhar Mehta, bekannt als Shekhar Mehta, (* 20. Juni 1945 in Uganda; † 12. April 2006 in London) war ein Rallyefahrer aus Kenia, der aber einen britischen Pass hatte. Als Sohn einer indischstämmigen Plantagen- und Zementwerk-Besitzer-Familie war Mehta 1972 vor dem Regime des Diktators Idi Amin aus Uganda nach Kenia geflüchtet. Shekhar war verheiratet mit Yvonne Mehta, die zeitweilig als seine Rallye-Kopilotin im Autosport aktiv war.
Mehta gewann die Safari-Rallye gleich fünf Mal (1973, 1979, 1980, 1981 und 1982), jedes Mal auf einem Auto der Marke Datsun. Sein bestes Jahr in der Rallye-Weltmeisterschaft hatte er 1981, als er Gesamtfünfter wurde.
Seine Karriere als Rallyefahrer beendete Mehta 1987 nach einem schweren Unfall bei der Pharaonen-Rallye in Ägypten, der ihn damals fast das Leben kostete – und an dessen Spätfolgen er dem Vernehmen nach starb. Nach seinem Rücktritt als aktiver Motorsportler blieb Mehta dem Rallyesport auch weiterhin verbunden und wurde langjähriger Präsident der FIA-Rallye-Kommission. Wenige Wochen vor seinem Tod übernahm er dieses Amt noch einmal kommissarisch, nachdem sein Nachfolger, der Franzose Jacques Régis, vorzeitig seinen Rücktritt erklärt hatte und der Finne und Europaparlamentarier Ari Vatanen das erst einmal ihm angebotene Amt nicht übernehmen wollte.